# Chiesa della Santissima Annunziata (Pollica)
La chiesa della Santissima Annunziata è una chiesa di rito cattolico con funzione di parrocchia situata ad Acciaroli, frazione di Pollica, in provincia di Salerno. Rientra attualmente nella diocesi del Vallo della Lucania. È intitolata alla Santissima Annunziata che è anche la patrona della città. È stata edificata nel XVI secolo in data imprecisata ampliando la cappella precedente.

## Storia
Non si conosce la data precisa dell'edificazione della chiesa ma si sa che è molto antica e non venne costruita come vera e propria chiesa all'inizio ma come semplice cappella. Una prima notizia per la menzione di una chiesa ad Acciaroli viene elencata nella libro 21, del Codice Diplomatico Cavese, dove si legge che ecclesiam sancte marie de Azzarulo (chiesa santa di Maria Santissima).
Viene citata una prima volta  Nel XVI secolo Fabrizio Poderico, signore del feudo di Cannicchio donò ai francescani un terreno attiguo alla cappella per la costruzione di un convento, soppresso poco dopo, nel 1652.
Ci sono stati vari interventi di ristrutturazioni e di modernizzazione nella chiesa di cui non si hanno traccia.
Agli inizi del XX secolo venne restaurata e inserita una torre campanaria.
Nel 1971 venne restaurata e rimodernata in stile moderno.

## Descrizione
La chiesa sorge lungo il porticciolo di Acciaroli vicino alla torre di guardia normanna, nel corso dei secoli ha avuto degli ampliamenti e miglioramenti estetici sia interni che esterni. L'attuale chiesa è il risultato di numerosi rifacimenti avvenuti nel corso dei secoli. Presenta un fronte principale con la presenza di fregi e cornici, realizzato agli inizi del XX secolo, dove c'è il campanile. I fronti laterali hanno un carattere sobrio. Il fronte posteriore, sul lato sinistro, presenta una vetrata decorata a tutt'altezza.
La chiesa si presenta ad un'unica navata che termina in una piattaforma presbiterale, sopraelevata di tre gradini dall'aula sacra, in cui sono collocati l'altare, l'ambone ed il tabernacolo. Sulla parte destra, in fondo all'aula, è collocata una piccola sacrestia con bagno.